# Литовсько-шведські відносини
Литовсько-шведські відносини — двосторонні відносини між Литвою і Швецією. Литва має своє посольство в Стокгольмі, а Швеція — у Вільнюсі.

## Історія
У 2001 президент Литви Валдас Адамкус відвідав Стокгольм, щоб обговорити інтеграцію Литви в Європейському Союзі і подальшу співпрацю двох держав..
У лютому 2009 прем'єр-міністр Литви Андрюс Кубілюс зустрівся з прем'єр-міністром Швеції Ф. Рейнфельдтом в Стокгольмі. Прем'єр-міністри обговорили енергетичні проекти Литви і Балтії, ситуацію на фінансових ринках Литви, Швеції, Європи і світу. Шведський прем'єр-міністр також підтвердив, що шведський уряд був сильно зацікавлений в стабільності Литви та балтійських країн і збирався продовжувати заохочувати довгострокові інвестиції шведських банків в економіку Литви.
У липні 2009 президентка Литви Даля Грибаускайте здійснила свою першу поїздку до Швеції. Вона зустрілася з прем'єр-міністром Швеції Рейнфельдтом, а також керівниками шведських банків SEB і Swedbank, щоб обговорити економічну ситуацію в Литві.

## Угоди
У 1991 підписано торговельну угоду.
У січні 2000 підписано угоду щодо підвищення безпеки на атомних станціях. У березні того ж року дві країни підписали ядерної безпеки угоду про співпрацю.
У 2005 дві країни разом з Росією підписали угоду про виняткові економічні зони в Балтійському морі, континентальному шельфі. Нова межа пройде приблизно в 1,5 км від демаркаційної лінії відповідно до угоди між СРСР і Швецією 1988 року.

## Співробітництво
Шведська торгова палата в Литві була розпочата як Swedenhouse в 2001 році і була перетворена в торгово-промислову палату в 2005 році.
У 2007 Литовська енергетична компанія «Lietuvos Energija» і шведська «Svenska Kraftnat» оголосили, що вони розглядають питання про можливий зв'язок двох країн в області енергетики.